# 上町 (大阪市)
上町（うえまち）は、大阪府大阪市中央区の町名。現行行政地名は上町一丁目および上町A・上町B・上町C。2015年10月1日現在の人口は2,786人、世帯数は1,582世帯。郵便番号は540-0005。

## 地理
西は内久宝寺町・龍造寺町・安堂寺町、北は法円坂、東は玉造、南は天王寺区上本町・清水谷町にそれぞれ接する。

## 歴史
久宝寺橋通から安堂寺橋通やや北側の上町筋沿いに位置する現在の上町A・上町B・上町Cは、元来は上本町三丁目という町名だった。1871年（明治4年）にそれまで久宝寺橋通以北にあった上本町一 - 二丁目が兵部省の所管となって消滅したため、翌1872年（明治5年）に上本町三丁目を上本町一丁目に改称。そして、1944年（昭和19年）に上本町一丁目を上町に改称し、上町という町名が初めて誕生した。
1979年（昭和54年）に広小路町・寺山町・東雲町三丁目・内安堂寺橋通一丁目（東区側）・清水谷東之町（東区側）・清水谷西之町（東区側）のそれぞれ全域および内久宝寺町一丁目・紀伊国町・仁右衛門町のそれぞれ一部を上町一丁目として編入し、現在の町域となった。
現在の上町一丁目は広小路と通称された地で、大坂城代の屋敷地を取り囲むように北縁に上堺町・紀伊国町、東縁に菱屋町・仁右衛門町、南縁付近に撞木町・上清水町・山家屋町といった町があった。1872年（明治5年）に内久宝寺町一丁目・紀伊国町・仁右衛門町・東雲町通三丁目・内安堂寺橋通一丁目に改編。翌1873年（明治6年）に広小路の西半（千人引・十三小路・北清水谷）に広小路町の町名が誕生し、紀伊国町・仁右衛門町・東雲町通三丁目は大坂市街から切り離されて東成郡西玉造村（のち玉造町）となった。広小路の東半（寺山）は城代屋敷破却後は全域が西成郡吉右衛門肝煎地（のち清堀村。東成郡へ転属）となった。1897年（明治30年）の大阪市第一次市域拡張により、玉造町・清堀村とも大阪市へ編入され、1900年（明治33年）に紀伊国町・仁右衛門町・寺山町・東雲町三丁目・清水谷東之町・清水谷西之町の町名となった。
当初は内安堂寺橋通一丁目（もと山家屋町と桜町）のみ南区、他は東区に所属していたが、1943年（昭和18年）に内安堂寺橋通一丁目の上町筋以東（もと山家屋町側）が東区へ転属、清水谷東之町・清水谷西之町のそれぞれ末吉橋通（現・長堀通）以南が天王寺区へ転属となった。

### アルファベットの街区符号の由来
元々は旧南区に上町という町名が存在していたが、旧南区上町に隣接する旧東区の東雲町などの町名が1979年（昭和54年）に統合し、旧東区上町一丁目が誕生する。しかし、1989年（平成元年）に南区と東区が統合し中央区が誕生した際に、大阪市の町名のルールでは、大阪城により近い旧東区側が上町一丁目、旧南区側を上町二丁目とすることになってしまうため、旧東区上町一丁目より歴史の古い旧南区上町の住民の反対により、旧東区側を中央区上町一丁目、旧南区側を中央区上町A・上町B・上町Cとした。総務省住民制度課によるとアルファベットを街区符号に使うところは他地域では確認できておらず、上町のみに使用されていると思われる。
ただし、出典の日本経済新聞の記事にある「旧南区上町」は事実に反している。1869年（明治2年）から中央区発足まで、現在の上町A・上町B・上町Cの街区は東大組→第一大区→東区所属である。

## 世帯数と人口
2019年（平成31年）3月31日現在の世帯数と人口は以下の通りである。
| 丁目       | 世帯数  | 人口  |
| ---------- | ------- | ----- |
| 上町一丁目 | 383世帯 | 656人 |

### 人口の変遷
国勢調査による人口の推移。
| 1995年（平成7年）  | 185人 | [ 7 ]  |  |
| 2000年（平成12年） | 213人 | [ 8 ]  |  |
| 2005年（平成17年） | 284人 | [ 9 ]  |  |
| 2010年（平成22年） | 289人 | [ 10 ] |  |
| 2015年（平成27年） | 423人 | [ 11 ] |  |

### 世帯数の変遷
国勢調査による世帯数の推移。
| 1995年（平成7年）  | 80世帯  | [ 7 ]  |  |
| 2000年（平成12年） | 119世帯 | [ 8 ]  |  |
| 2005年（平成17年） | 195世帯 | [ 9 ]  |  |
| 2010年（平成22年） | 217世帯 | [ 10 ] |  |
| 2015年（平成27年） | 294世帯 | [ 11 ] |  |

## 事業所
2016年（平成28年）現在の経済センサス調査による事業所数と従業員数は以下の通りである。
| 町丁・丁目 | 事業所数  | 従業員数 |
| ---------- | --------- | -------- |
| 上町       | 37事業所  | 579人    |
| 上町一丁目 | 218事業所 | 1,992人  |
| 計         | 255事業所 | 2,571人  |

## 施設

### 教育機関
- 大阪美容専門学校
- 大阪府立中央聴覚支援学校

### 公園
- 広小路公園
- 寺山公園
- 大槻能楽堂

### 社寺
- 玉造稲荷神社分社
- 正覚寺

### 企業
- エスケイジャパン
- マーベル
- 桃谷順天館
- 山喜

### かつて存在した施設
- ナカヌキヤ

## 交通

### 鉄道
- 谷町六丁目駅 Osaka Metro 谷町線・長堀鶴見緑地線

### 道路
主要地方道
- 大阪市道赤川天王寺線（上町筋）

## その他

### 日本郵便
- 郵便番号 : 540-0005[3]（集配局：大阪東郵便局[13]）。